# Військовий округ Повітряних сил США «Вашингтон»
Військовий округ Повітряних сил США «Вашингтон» (англ. Air Force District of Washington, AFDW) — одиниця військово-адміністративного поділу, формування безпосереднього підпорядкування командування ПС США. Військовий округ «Вашингтон» відповідає за організацію, проведення та контроль операцій військової авіації у регіоні Вашингтона, округ Колумбія (також відомому як «Регіон національної столиці» або «NCR»).
Як формування безпосереднього підпорядкування, AFDW безпосередньо підпорядковується начальнику штабу ПС США і є основним компонентом обслуговування ВПС для JFHQ-NCR. Штаб-квартира AFDW з моменту заснування дислокувалася на авіабазі Боллінг, а з 2009 року місцем її дислокації є Об'єднана військова база Ендрюс.

## Формування округу
- 11-те крило (Анакостія-Боллінг, Колумбія)
- 316-те крило (Ендрюс, Меріленд)